# Stubnblues
Stubnblues (Dialekt für Stubenblues) ist ein 2004 von Willi Resetarits mit den Musikern der Xtra Combo gegründetes österreichisches Band-Projekt.

## Repertoire
„Stubnblues“ ist weder Bandname, noch ein exakt definierbarer Musikstil. Blues gehört zwar auch zum Repertoire, steht aber, wenngleich der Name auch als „Stub'n Blues“ gelesen werden kann, nicht im Vordergrund. Mit großteils nicht elektronisch verstärkten Instrumenten dargeboten – benutzt werden bei Bedarf Mikrofone, gespielt werden kann er aber in jeder Stube – präsentiert (der) Stubnblues eine Mischung aus Wienerliedern, Volksmusik (Resetarits' Herkunft gemäß nicht zuletzt burgenland-kroatischer), Rhythm and Blues, Funk, Soul, Samba und anderem, das den Musikern gefällt.
Zur Entstehungsgeschichte des Stubnblues erzählt Resetarits, wie er sich zusammen mit Freunden zwei oder drei Tage lang in einer Berghütte auf dem Stubnerkogel bei Bad Gastein eingeschneit fand. Die Zeit wurde genutzt, um gemeinsam zu musizieren, dabei unter anderem der „Stubnerblues“ geschaffen. Als es das Wetter wieder zuließ, wanderte man weiter zur nächsten Hütte und spielte dort in der Stube auf, vornehmlich Stücke von Van Morrison, daneben auch etwa von Lou Rawls, Willy DeVille und Volkslieder. Anfang November 2004 wurden einige dieser Konzerte in der ARGEkultur Salzburg aufgezeichnet und 2005 als Livealbum Stubnblues (live im ARGE Beisl) von Willi Resetarits + Xtra Combo veröffentlicht.
Bereits 1994 hatte Resetarits mit befreundeten Musikern, die sich teils auch in der Xtra Combo wiederfanden, zusammen mit dem Schriftsteller H. C. Artmann eine Advent-Lesung mit Musik in Salzburg veranstaltet. Dieser Auftritt kann als früher Vorläufer des Stubnblues betrachtet werden, denn Vertonungen von Dialekt-Gedichten Artmanns, ob gelesen oder gesungen und mit Musik, wurden zu einem festen Bestandteil im Programm der Gruppe. Die Texte des Dichters sind, wie Resetarits erklärt, die „Richtschnur, die uns vor Nachlässigkeiten bewahren soll“. Auf Aus Sun und aus Regn (ugs. für Aus Sonne und aus Regen), dem zweiten Album aus dem Jahr 2007, stehen diese Stücke neben „Pflückt ein Mädel Ribisel“ des Kabarettisten Karl Farkas (Musik: Ralph Benatzky), Liedern von Tom Waits und Van Morrison, österreichischer Künstler wie Peter Blaikner und Verena Göltl sowie Eigenkompositionen der Stubnblues-Musiker.
Die Coverversionen englischsprachiger Künstler werden auf Englisch vorgetragen, Volkslieder auch in Kroatisch. Ansonsten spielt der (ost-)österreichische Dialekt, mithin das Wienerische, eine zentrale Rolle, wie er in den Texten Artmanns, aber auch Resetarits' oder Stefan Schuberts, der auch für einen Gutteil der Kompositionen verantwortlich zeichnet, gebraucht wird.
Traditionell ist mittlerweile der jährliche Auftritt des Stubnblues Ende Juni/Anfang Juli beim Weingut Pongratz im südsteirischen Gamlitz. 2007 wurde dafür auch ein Stubnblues-Wein des Weingutes präsentiert. Neben zahlreichen Konzerten in Österreich und dem weiteren deutschsprachigen Raum führte Anfang 2010 eine vom Austrian Cultural Forum New York arrangierte Stubnblues-Tournee nach Chicago, Ottawa, Washington D.C. und New York. Mitte des Jahres folgte eine Reihe von Konzerten in der Türkei.

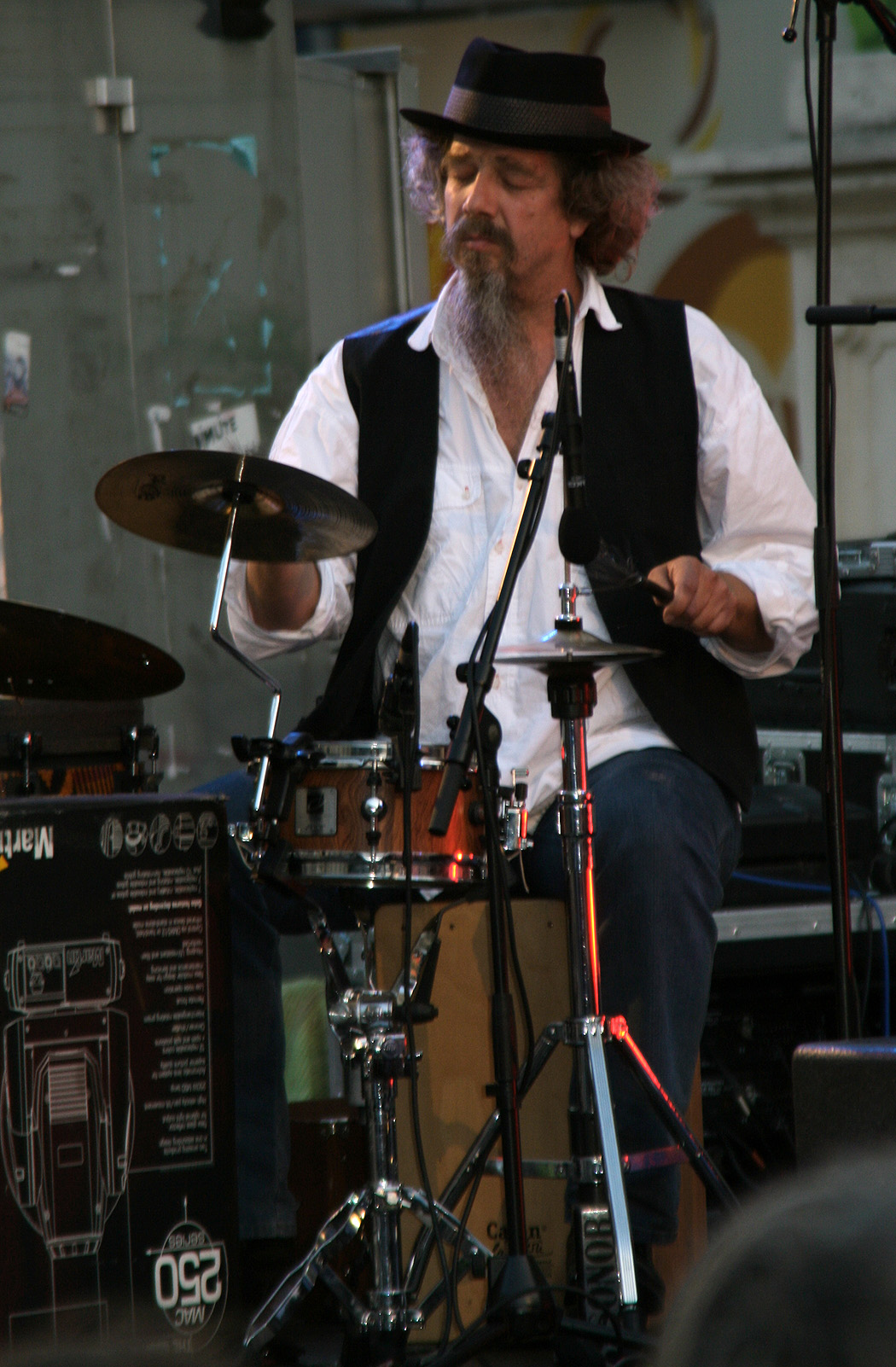
Peter Angerer
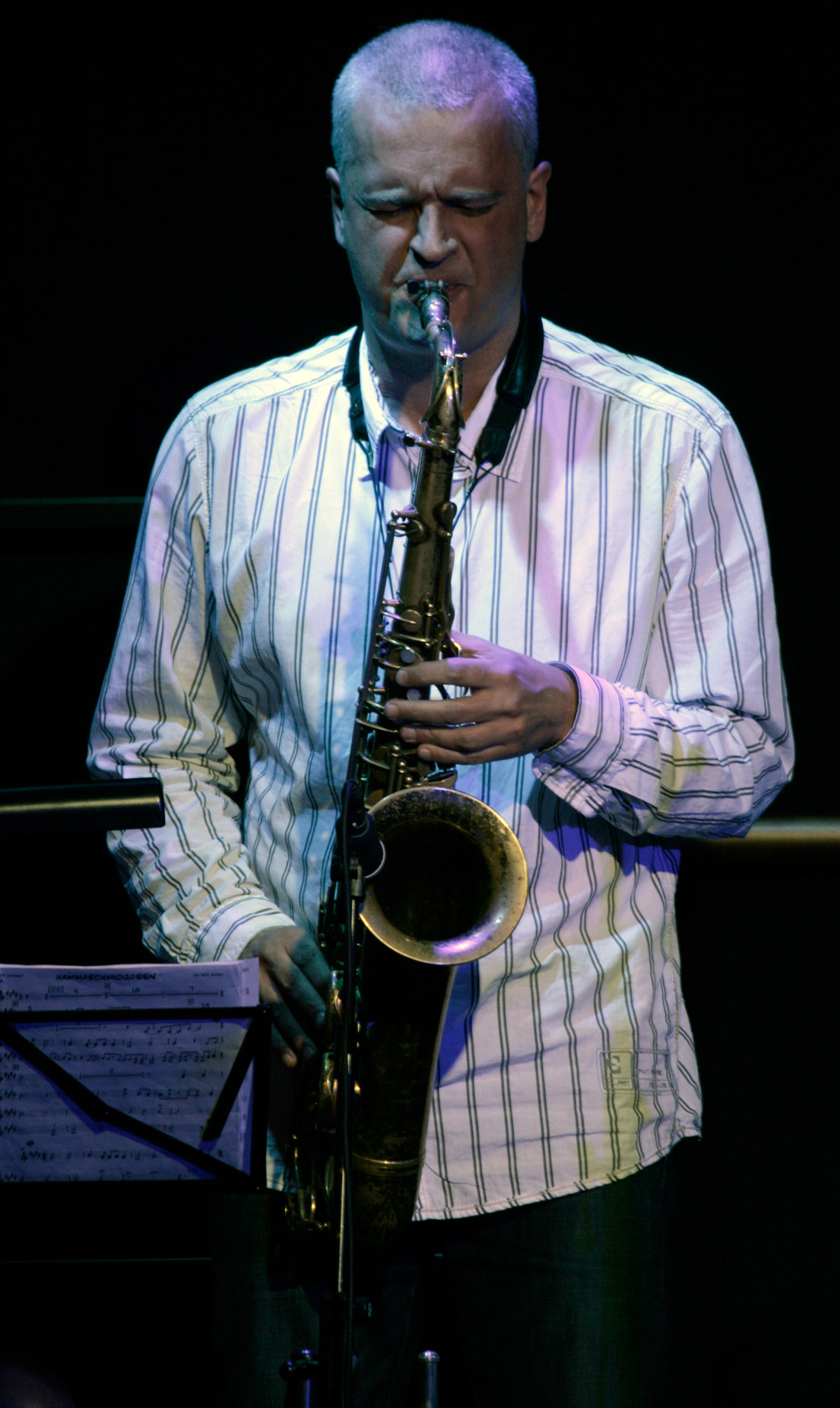
Herbert Berger
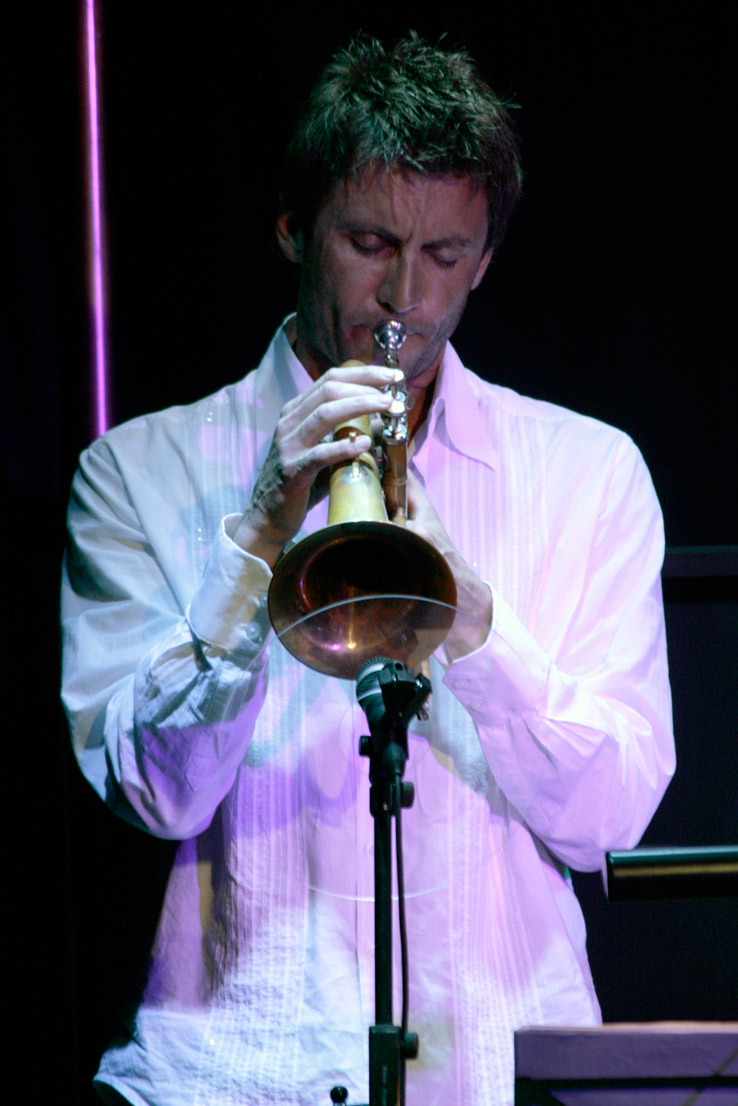
Chris Haitzmann
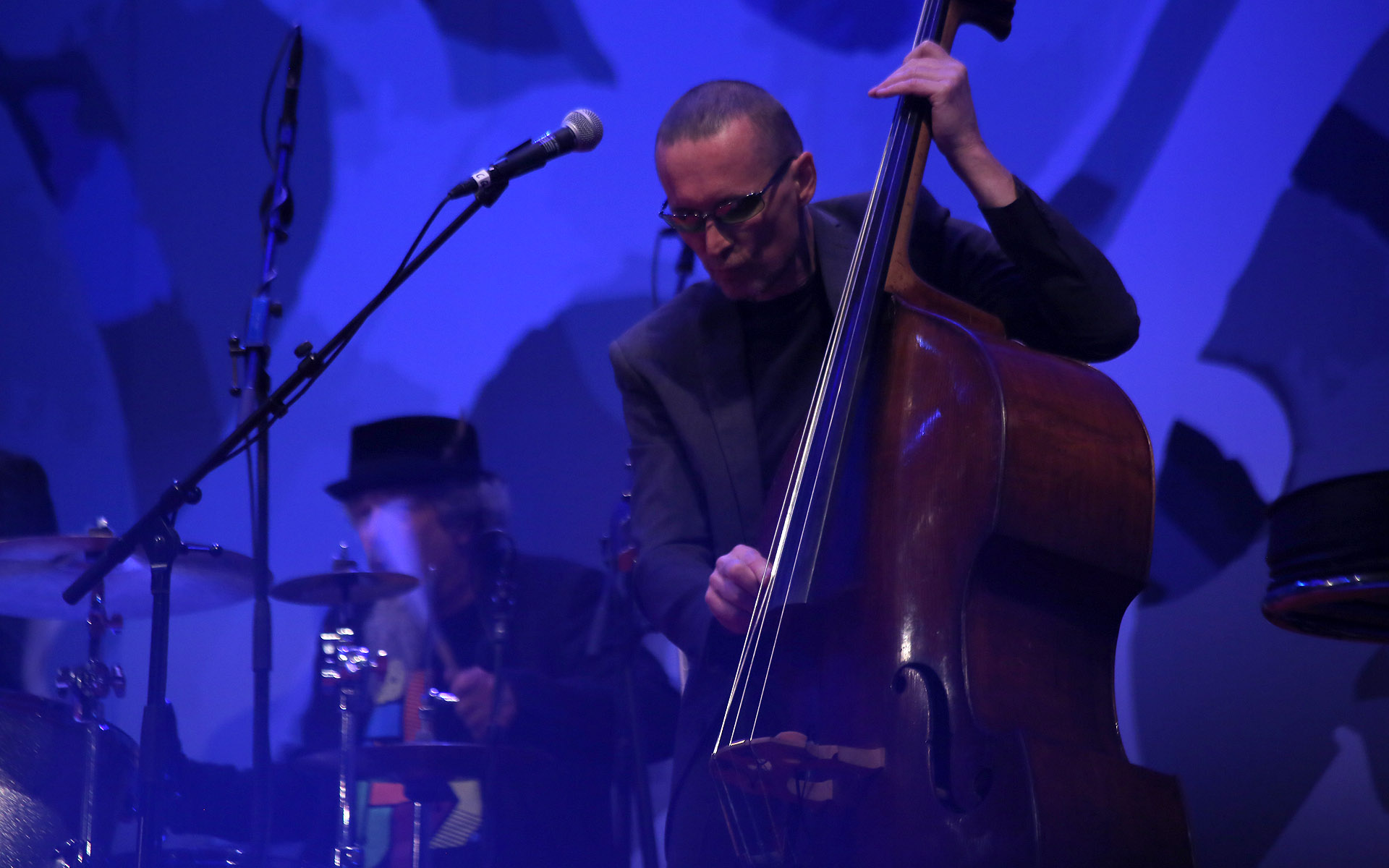
Klaus Kircher
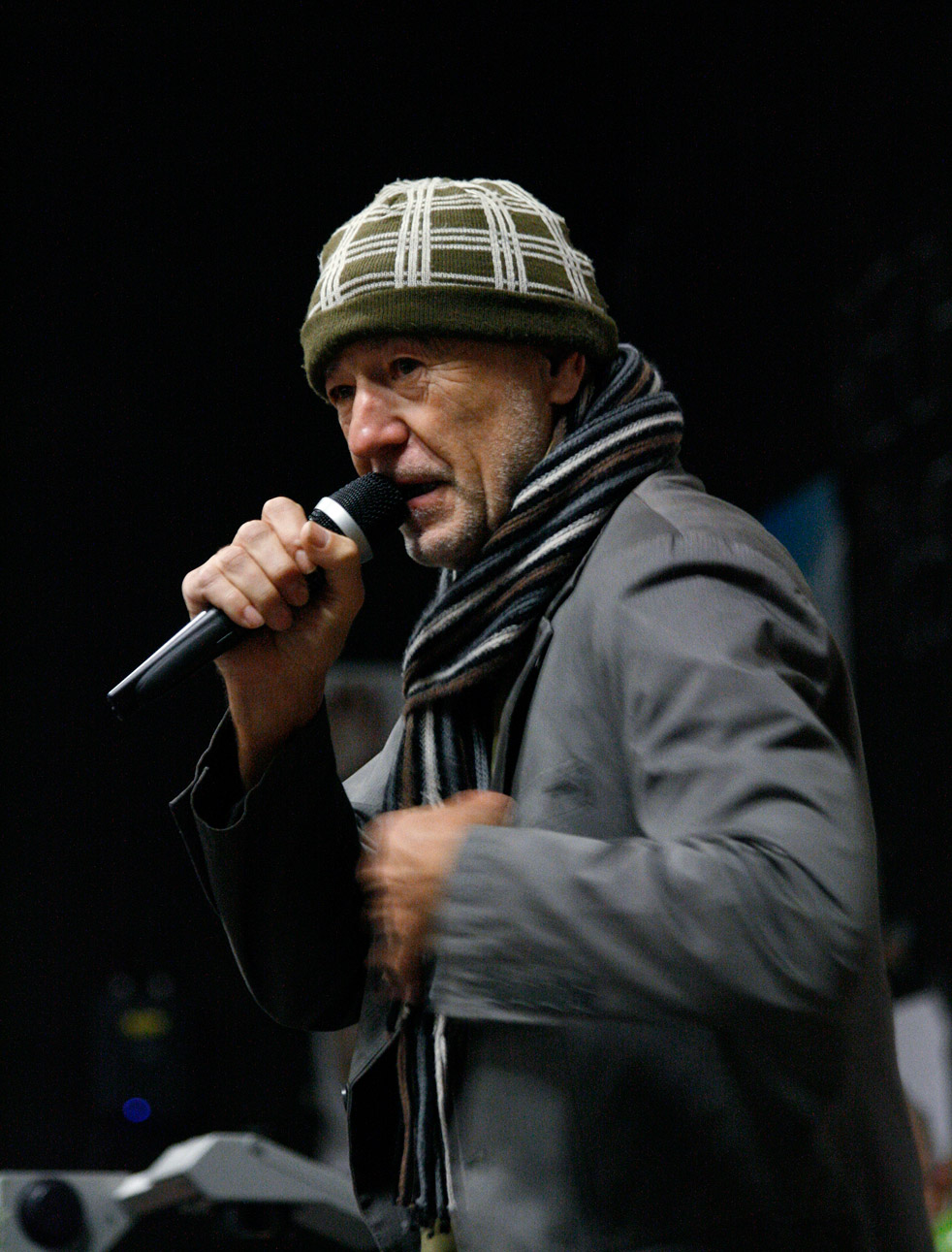
Willi Resetarits
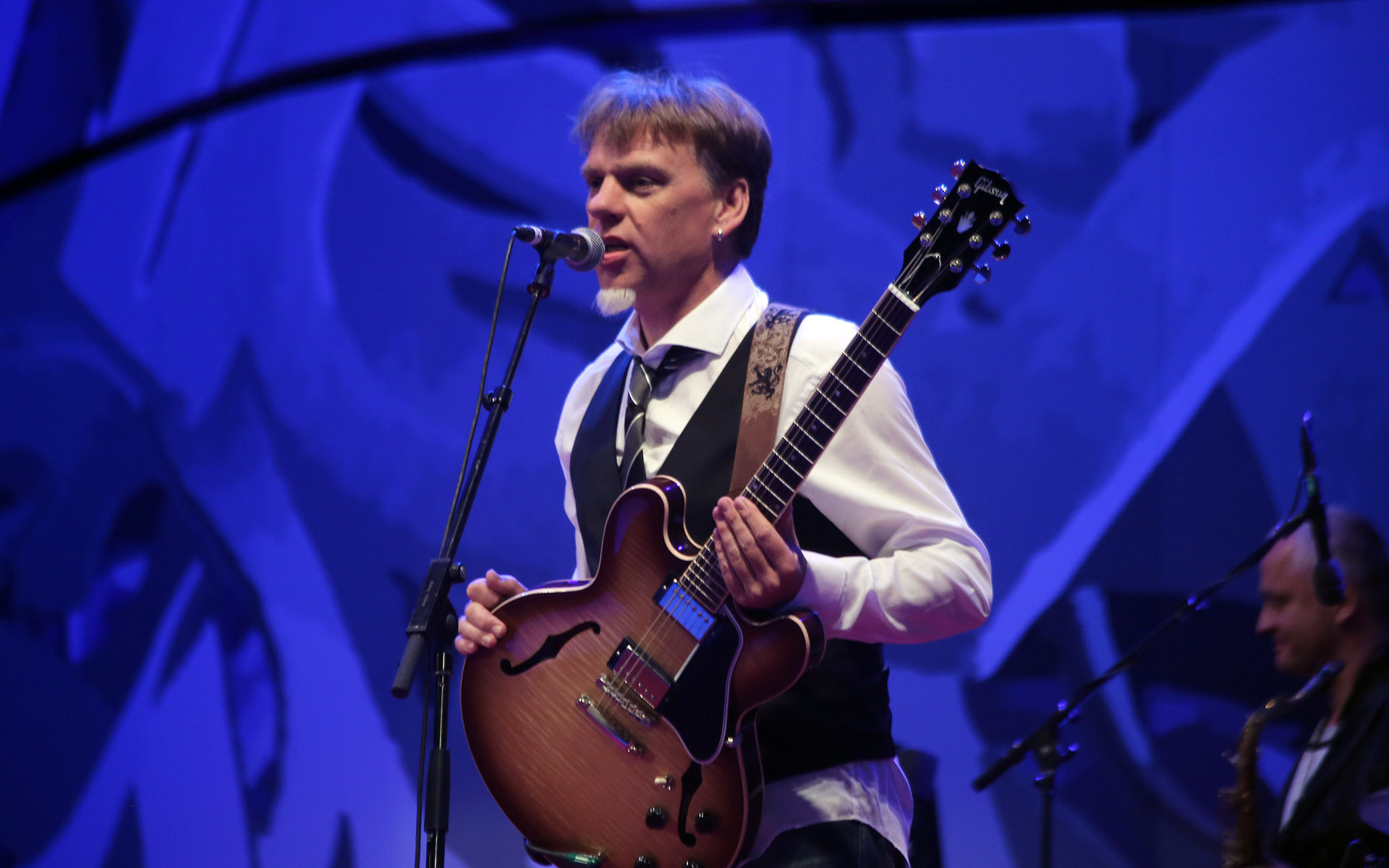
Stefan Schubert
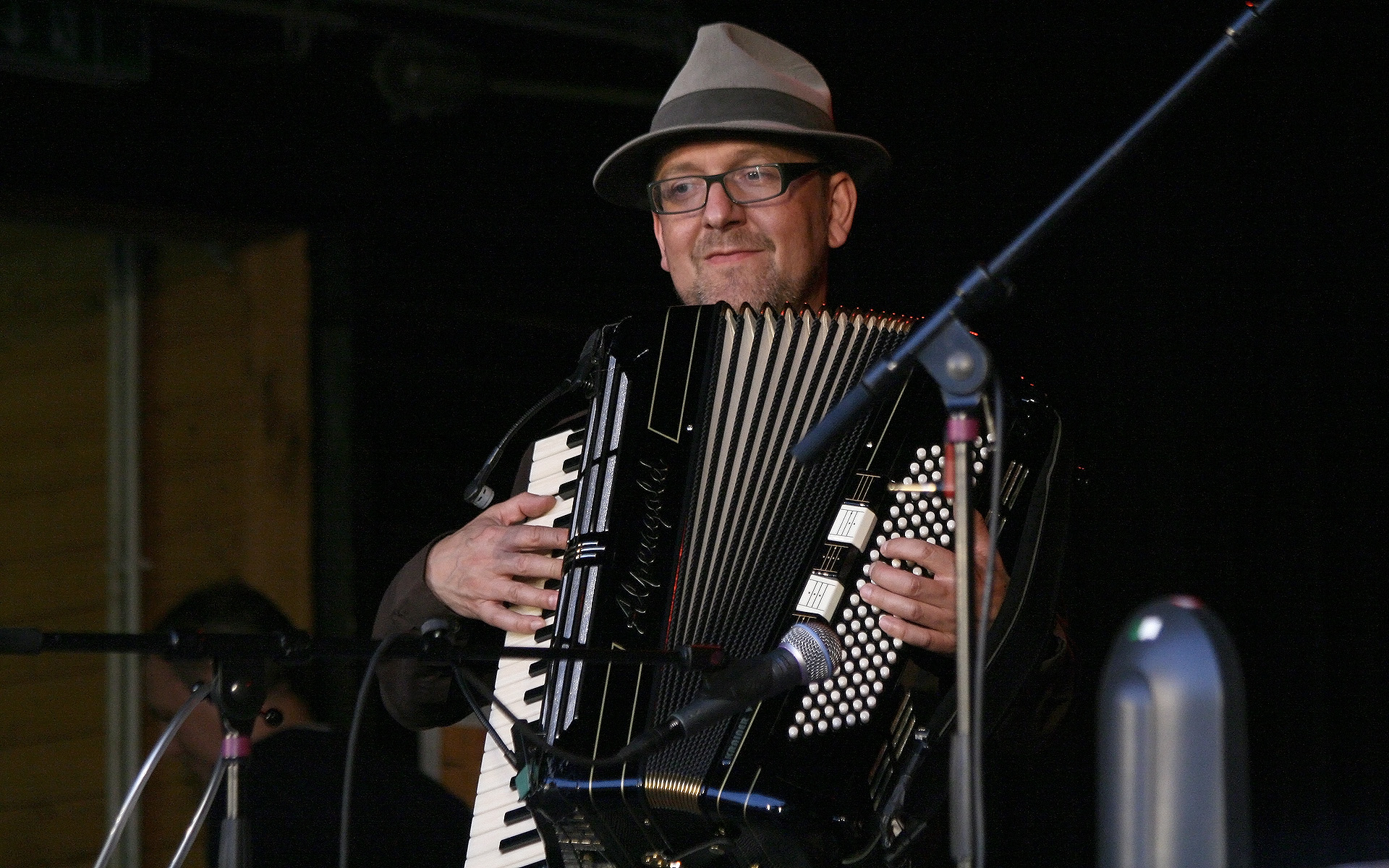
Christian Wegscheider

## Diskografie

### Alben
- Willi Resetarits + Xtra Combo: Stubnblues (live im ARGE Beisl) (2005)
- Willi Resetarits + Stubnblues: Aus Sun und aus Regn (2007)
- Willi Resetarits + Stubnblues: No so vü (2009)
- Willi Resetarits + Stubnblues: 16 Liada fia olle und 3 Gedichta fia d Moni (live in der ARGEkultur Salzburg) (2010)
- Willi Resetarits + Stubnblues: Ois offn (2012)
- Willi Resetarits + Stubnblues: 7 (2016)
- Willi Resetarits + Stubnblues: Artmann (2018)
- Willi Resetarits + Stubnblues: Spuren (live in Konzeat № 6) (2018)
- Willi Resetarits + Stubnblues: Elapetsch (2021)